# 加藤卓二
加藤 卓二（かとう たくじ、1926年9月19日 - 2004年7月22日）は、日本の政治家。衆議院議員（5期、自由民主党）。

## 来歴・人物
埼玉県小鹿野町出身。1951年明治大学専門部法科卒。
秩父長瀞の舟下りの会社や、池袋のロサ会館経営など、さまざまな事業を手がけた。1983年の第37回衆議院議員総選挙で旧埼玉3区から立候補して当選。衆議院議員を5期務めた。
竹下改造内閣の総務政務次官、第2次海部内閣の労働政務次官、小渕第2次改造内閣と第1次森内閣の建設政務次官などを務めた。
2000年（平成12年）春の叙勲で勲一等瑞宝章受章。
2004年7月22日、敗血症のため東京都新宿区の病院で死去、77歳。

## 選挙歴
| 当落 | 選挙                   | 執行日         | 年齢 | 選挙区    | 政党       | 得票数    | 得票率 | 定数 | 得票順位 /候補者数 | 政党内比例順位 /政党当選者数 |
| ---- | ---------------------- | -------------- | ---- | --------- | ---------- | --------- | ------ | ---- | ------------------ | ---------------------------- |
| 当   | 第37回衆議院議員総選挙 | 1983年12月18日 | 57   | 旧埼玉3区 | 自由民主党 | 7万6155票 | 26.53% | 3    | 1/6                | /                            |
| 当   | 第38回衆議院議員総選挙 | 1986年07月06日 | 59   | 旧埼玉3区 | 自由民主党 | 7万9248票 | 24.86% | 3    | 1/7                | /                            |
| 当   | 第39回衆議院議員総選挙 | 1990年02月18日 | 63   | 旧埼玉3区 | 自由民主党 | 8万8235票 | 26.47% | 3    | 1/7                | /                            |
| 当   | 第40回衆議院議員総選挙 | 1993年07月18日 | 66   | 旧埼玉3区 | 自由民主党 | 7万7386票 | 23.52% | 3    | 2/5                | /                            |
| 当   | 第41回衆議院議員総選挙 | 1996年10月20日 | 70   | 埼玉11区  | 自由民主党 | 7万8705票 | 39.14% | 1    | 1/6                | /                            |
| 落   | 第42回衆議院議員総選挙 | 2000年06月25日 | 73   | 埼玉11区  | 自由民主党 | 7万7770票 | 33.87% | 1    | 2/5                | /                            |